# Rundman
Rundman är ett svenskt soldatnamn.
Den 31 december 2012 fanns ingen person med efternamnet Rundman i Sverige.
Rundman var båtsmansnamn i Nordmalings socken, i Västerbotten, avseende Rote 169 Rundman.
Totalt 35 personer finns upptagna mellan 1680-talet och 1850-talet, som båtsman eller fördubblingsbåtsman i Medelpad eller Ångermanland.